# Nitronio
Lo ione nitronio è un catione di formula chimica NO2+ è generalmente molto instabile e prodotto dalla rimozione di un elettrone dal paramagnetico diossido di azoto, o dalla protonazione dell'acido nitrico seguita dall'eliminazione di una molecola di acqua.
Non è abbastanza stabile per esistere alle condizioni normali, ma è usato estensivamente come un elettrofilo nella nitrazione di substrati aromatici e anche di altre sostanze. Lo ione è generato, quando torna utile, miscelando acido solforico (acido più forte) e acido nitrico (che si comporterà da base) secondo questa reazione:
H2SO4 + HNO3   →   HSO4− +  H2O+–NO2   →    HSO4− +  NO2+  +  H2O
Lo ione nitronio è contenuto nel pentossido di diazoto (N2O5) allo stato solido, che è un composto ionico formato da ioni nitronio e ioni nitrato, mentre allo stato liquido o in soluzione di solventi non protici (CCl4, CHCl3, POCl3 e simili) e allo stato gassoso ha forma molecolare (O2N-O-NO2).
Lo ione nitronio è isoelettronico con l'anidride carbonica CO2, con l'ossido di diazoto N2O e con lo ione metaborato BO2– e,come in questi, l'atomo centrale è ibridato sp e la struttura O–N–O è lineare con angoli di 180°.
Lo ione contenente gli stessi atomi, ma con carica negativa, NO−2, è lo ione nitrito.

## Composti ionici e molecolari
Vi sono sali (composti ionici) del nitronio stabili con anioni di basicità e nucleofilia molto deboli, tipicamente anioni di acidi molto forti. Questi composti sono notevolmente igroscopici. Tra questi ci sono:     
- Perclorato di nitronio (NO+2ClO−4)
- Tetrafluoroborato di nitronio (NO+2BF−4)
- Esafluorofosfato di nitronio (NO+2PF−6)
- Esafluoroarseniato di nitronio (NO+2AsF−6)
- Esafluoroantimoniato di nitronio (NO+2SbF−6)

Con anioni di acidi meno forti si hanno composti molecolari, non salini, che includono:
- Fluoruro di Nitrile, NO2F
- Cloruro di nitrile, NO2Cl

Essendo composti molecolari hanno basso punto di ebollizione (−72 °C e −6 °C rispettivamente) e lunghezze dei legami N–X corti (N–F 135 pm, N–Cl 184 pm). Questi composti molecolari si ottengono dalla reazione con il composto stabile diossido di azoto, dove l'atomo centrale N ha numero di ossidazione +4 e forma 3 legami con i rispettivi due ossigeni laterali lasciando 1 elettrone libero, considerandolo come un radicale libero detto nitrile (formula  -NO2) quando reagisce con F o Cl.